# Niclas Lucenius
Niclas Lucenius (* 3. Mai 1989 in Turku) ist ein finnischer Eishockeyspieler, der zuletzt bei den Krefeld Pinguinen in der Deutschen Eishockey Liga unter Vertrag stand.

## Karriere
Niclas Lucenius begann seine Karriere als Eishockeyspieler in der Nachwuchsabteilung von Tappara Tampere, für dessen Profimannschaft er in der Saison 2006/07 sein Debüt in der SM-liiga gab, wobei er in fünf Spielen punkt- und straflos blieb. Anschließend wurde er im NHL Entry Draft 2007 in der vierten Runde als insgesamt 115. Spieler von den Atlanta Thrashers ausgewählt, für die er allerdings nie spielte. Stattdessen blieb der Center bei Tappara und entwickelte sich dort in den folgenden Jahren zum Stammspieler und Führungsspieler. Sein größter Erfolg mit der Mannschaft aus Tampere war das Erreichen des dritten Platzes in der Saison 2007/08. In seiner Zeit bei Tappara spielte er als Leihspieler parallel für die finnische U20-Nationalmannschaft, LeKi und Kiekko-Vantaa in der zweitklassigen Mestis. 
Nachdem er in den beiden Jahren zuvor zu den Topscorern von Tappara Tampere gehört hatte, wurde er für die Saison 2011/12 von Dinamo Riga aus der Kontinentalen Hockey-Liga verpflichtet. Die Letten hatten ihn bereits im KHL Junior Draft 2010 in der sechsten Runde als insgesamt 122. Spieler ausgewählt. Im August 2012 wurde sein Vertrag aufgelöst und Lucenius kehrte zu Tappara zurück. Für Tappara absolvierte er in der Folge 45 SM-liiga-Partien, in denen er 20 Scorerpunkte sammelte und die finnische Vizemeisterschaft gewann. Parallel wurde er während der Hauptrunde bei LeKi aus der Mestis eingesetzt, wobei er in 8 Spielen 16 Scorerpunkte sammelte. Im September 2013 wechselte Lucenius zunächst zu LeKi, ehe er im Oktober einen Probevertrag bei TPS Turku unterschrieb, der Anfang November verlängert wurde.
Zwischen 2015 und 2017 folgten dann mehrere Klub-Wechsel in kurzem Abstand, so spielte er für Vaasan Sport, die SC Rapperswil-Jona Lakers, den HC 05 Banská Bystrica aus der Slowakei, die Eispiraten Crimmitschau aus der DEL2 und erneut LeKi. 
Aufgrund starker Leistungen in der Mestis für TuTo Hockey und LeKi erhielt Lucenius im November 2018 einen Vertrag bei Hämeenlinnan Pallokerho (HPK) und gewann im Mai 2019 mit dem Klub die finnische Meisterschaft. Im Februar 2020 kehrte Lucenius nach Deutschland zurück und wurde von der Düsseldorfer EG verpflichtet. Anschließend folgte ein Jahr bei Vaasan Sport in der Liiga, ehe er abermals einen Vertrag in Deutschland, diesmal bei den Krefeld Pinguinen, erhielt.

### International
Für Finnland nahm Lucenius im Juniorenbereich an den U18-Junioren-Weltmeisterschaften 2006 und 2007 sowie den U20-Junioren-Weltmeisterschaften 2008 und 2009 teil. Bei der U18-WM 2006 gewann er mit seiner Mannschaft die Silbermedaille, bei der U20-WM 2008 wurde er zu einem der besten drei Spieler Finnlands ernannt.

## Erfolge und Auszeichnungen
- 2006 Silbermedaille bei der U18-Junioren-Weltmeisterschaft
- 2008 Top-3-Spieler Finnlands bei der U20-Junioren-Weltmeisterschaft
- 2019 Finnischer Meister (Eishockey) mit Hämeenlinnan Pallokerho

## SM-liiga-Statistik
(Stand: Ende der Saison 2010/11)